# Воля-Груєцька
Воля-Груєцька (пол. Wola Grójecka) — село в Польщі, у гміні Цьмелюв Островецького повіту Свентокшиського воєводства.
Населення — 109 осіб (2011).
У 1975-1998 роках село належало до Тарнобжезького воєводства.

## Демографія
Демографічна структура на день 31 березня 2011 року:
|          | Загалом | Допрацездатний вік | Працездатний вік | Постпрацездатний вік |
| -------- | ------- | ------------------ | ---------------- | -------------------- |
| Чоловіки | 51      | 13                 | 32               | 6                    |
| Жінки    | 58      | 9                  | 35               | 14                   |
| Разом    | 109     | 22                 | 67               | 20                   |